# Liubeșivska Volea, Liubeșiv
Liubeșivska Volea (în ucraineană Любешівська Воля) este localitatea de reședință a comunei Liubeșivska Volea din raionul Liubeșiv, regiunea Volînia, Ucraina.

## Demografie
Componența lingvistică a localității Liubeșivska Volea
     Ucraineană (99,26%)
     Alte limbi (0,74%)
Conform recensământului din 2001, majoritatea populației localității Liubeșivska Volea era vorbitoare de ucraineană (99,26%), existând în minoritate și vorbitori de alte limbi.